# Петряк, Иван Евгеньевич
Ива́н Евге́ньевич Петря́к (укр. Іван Євгенович Петряк; род. 13 марта 1994, Смела) — украинский футболист, полузащитник донецкого «Шахтёра». С 2012 года играл за юношескую и молодежную сборную Украины. В марте 2016 года дебютировал в составе национальной сборной Украины, за которую провел 5 матчей.

## Клубная карьера
Воспитанник киевских футбольных школ. В июле 2011 года подписал контракт с луганской «Зарей», когда ему было всего 17 лет, но парень сразу же заставил говорить о себе, став одним из лидеров дубля.
2 октября 2011 года Петряк дебютировал в составе «Зари» в матче с «Шахтёром», выйдя на 62 минуте вместо Дмитрия Хомченовского. Правда, дела у «Зари» тогда шли плохо и клуб находился в зоне вылета, поэтому вскоре Анатолия Чанцева сменил Юрий Вернидуб, который сделал ставку на опытных игроков.
В августе 2012 года на старте сезона 2012/13 Петряк получил травму, из-за которой ему пришлось пропустить всю осеннюю часть чемпионата. Но проведя первый зимний сбор с молодежным составом, он заслужил шанс отправиться на второй сбор в Турцию с основным составом.
Признан лучшим молодым футболистом Украины 2015 года в категории U-21.
28 февраля 2016 года стало известно, что летом Петряк станет игроком донецкого «Шахтёра».
8 июля 2018 года стало известно, что Петряк перешёл в венгерский клуб «Ференцварош» на правах годичной аренды.
22 августа 2022 года покинул венгерский «Ференцварош» и подписал контракт с «Шахтёром» на 4 года.

## Карьера в сборной

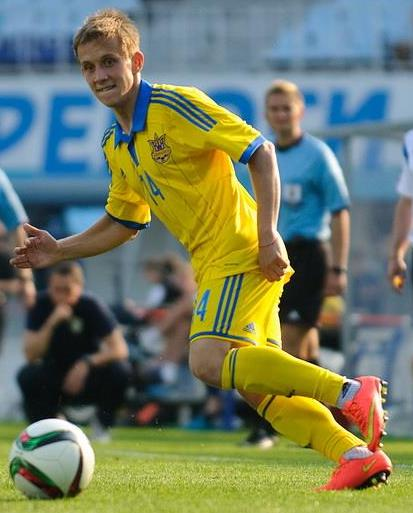
Петряк в составе молодёжной сборной Украины, 2015 год

В 2012 году провел шесть матчей за юношескую сборную до 18 лет, в которых забил один гол.
24 марта 2016 года дебютировал в составе сборной Украины в товарищеском матче со сборной Кипра.
6 октября 2016 впервые сыграл за национальную сборную в официальном матче, заменив Евгения Коноплянку в отборочном матче к Чемпионату мира со сборной Турции.

## Достижения

### Командные
«Шахтёр» (Донецк)
- Чемпион Украины (2): 2017/18, 2022/23
- Обладатель Кубка Украины: 2017/18
- Обладатель Суперкубка Украины: 2017

«Ференцварош»
- Чемпион Венгрии: 2018/19

### Личные
- Обладатель премии «Золотой талант Украины»: 2015 (U21)